# 梅胡夫縣

50°21′28″N 20°1′57″E / 50.35778°N 20.03250°E
梅胡夫縣（波蘭語：Powiat miechowski），是波蘭的縣份，位於該國東南部，由小波蘭省負責管轄，首府設於梅胡夫，面積677平方公里，2006年人口50,769，人口密度每平方公里75人。